# Newbury (Canadá)

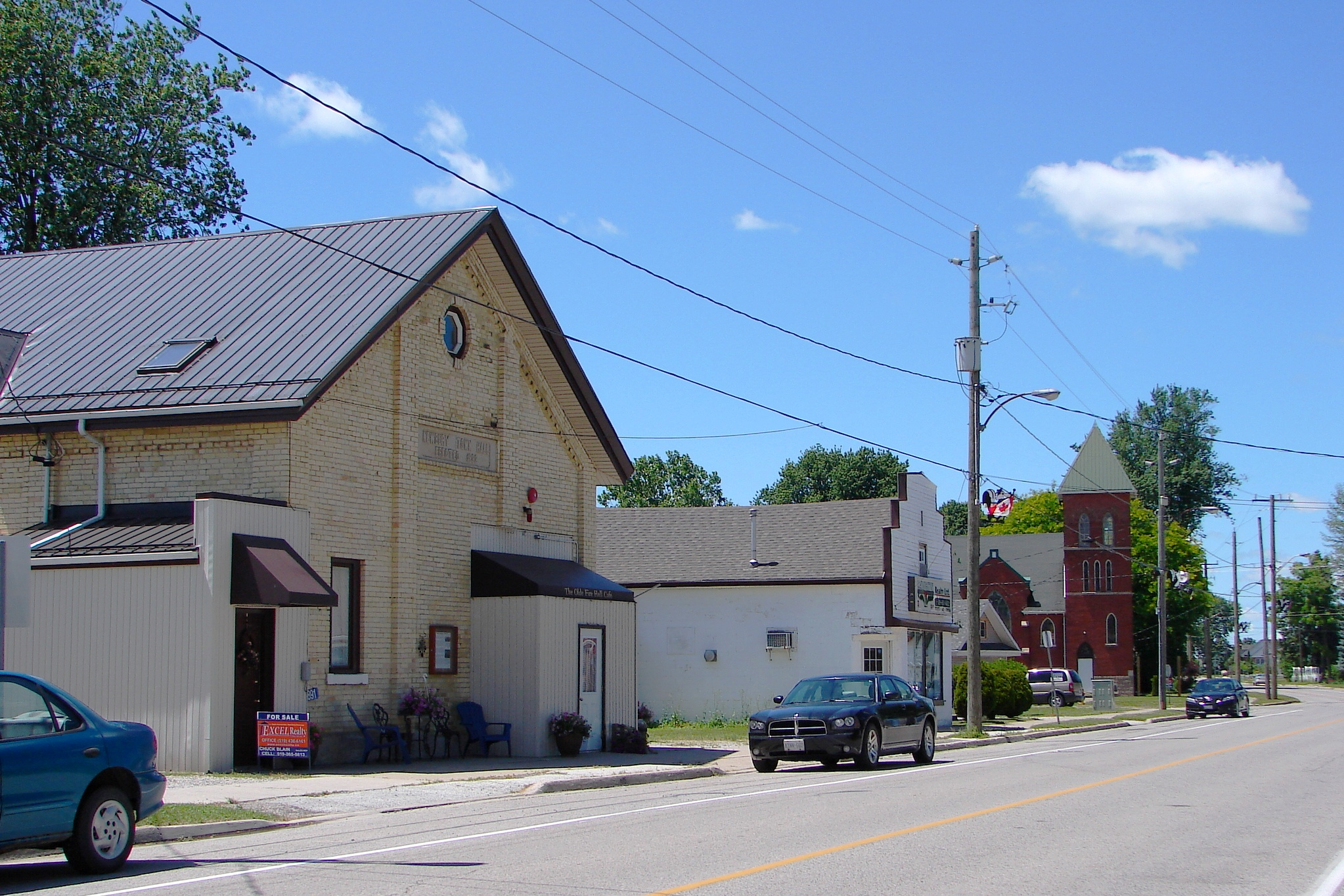
Newbury, Ontario, Canada

Newbury é uma vila na província canadense de Ontário, localizada no sudoeste do condado de Middlesex, cercado pelo município de Southwest Middlesex.
Em 2006 a vila tinha uma população de 439, segundo o censo canadense daquele ano.